# Times Square

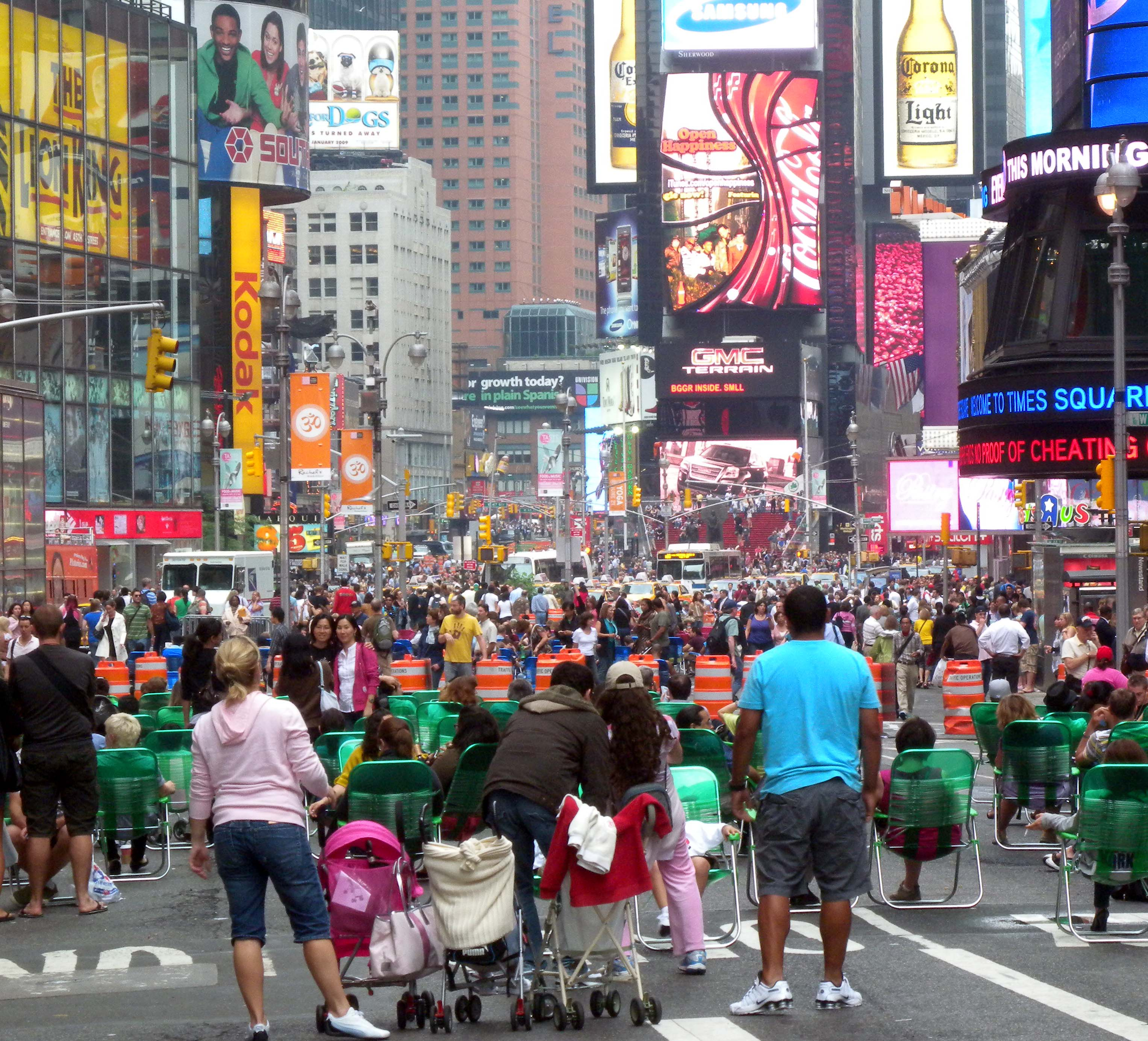
De grote drukte.

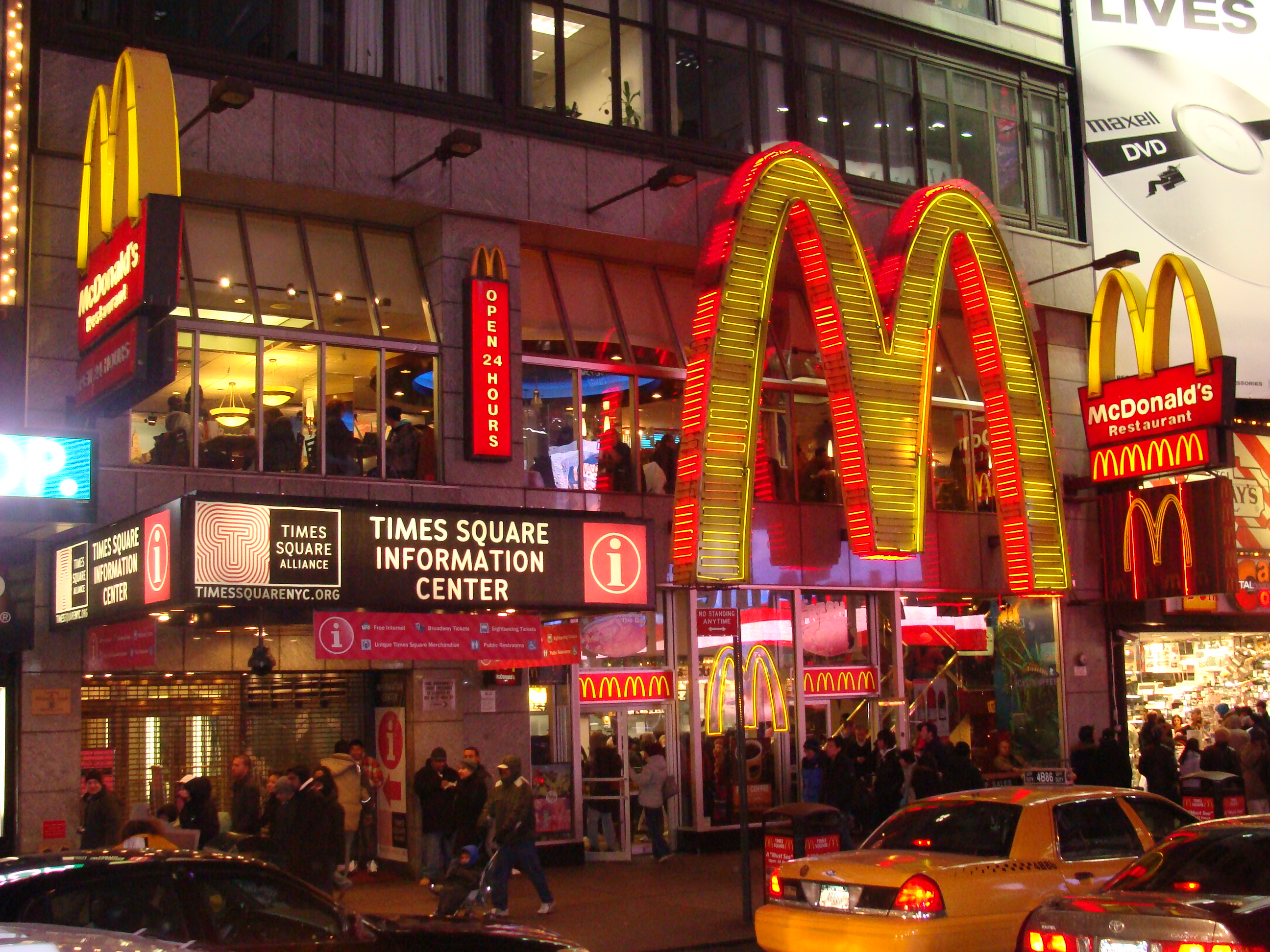
De McDonald's-vestiging.

Times Square is zowel een plein als een buurt in Manhattan, New York in de buurt van 42nd Street en Broadway. De naam is afgeleid van het voormalige hoofdkantoor van de krant The New York Times. Tot de bouw daarvan in 1904 heette het plein Longacre Square.
Het plein ligt op de kruising van Broadway en Seventh Avenue tussen West 42nd Street tot West 47th Street. Onder het plein ligt het metrostation Times Square-42nd Street.
Het plein is het culturele centrum van New York. In de jaren tachtig van de 20e eeuw stond de buurt er echter zeer slecht bij. Door een gezamenlijk initiatief van overheid en ondernemers kreeg de buurt na 1990 weer allure, alhoewel critici het zonde vonden dat de oorspronkelijke rauwe sfeer was verdwenen en kleine ondernemers oneerlijk waren behandeld.
Opvallende kenmerken van het plein Times Square zijn de elektronische billboards, waarvan er meer dan 50 hangen. De theaterwijk Broadway, genoemd naar de straat, bevindt zich hier. Er staan twee standbeelden op het plein, van kapelaan Francis P. Duffy en van de entertainer George M. Cohan.
Elke oudejaarsavond zijn er veel mensen op en rond het plein. Even voor twaalf uur kunnen zij een grote, glanzende bal, de Times Square Ball, zien dalen langs een 23 meter hoge vlaggenmast boven op One Times Square. Vele miljoenen mensen volgen dit rechtstreeks op de televisie.
In New York staat het plein ook wel bekend als Crossroads of the World.
Sinds 2009 is een groot deel van Times Square afgesloten voor gemotoriseerd verkeer en als voetgangersgebied aangewezen.